# 오마이스타
오마이스타(ohmystar)는 대한민국의 인터넷 신문이다. 2011년 8월 25일 창간되었다. 오마이뉴스에서 만들고 연예 분야를 다룬다.

## 활동
- 서울특별시 노원구 중계본동 '104마을'은 서울의 마지막 판자촌이라 불리는 곳이다. 중계동 104번지에서 유래한 이 마을은 불암산 아래 즐비한 판잣집으로 이뤄져 있다. 2011년 9월 9일, 오마이스타는 창간과 추석 인사로 기자들에게 건네진 먹거리와 생필품 등을 이웃과 나누고자 '104마을'을 방문했다. 중계동에 위치한 서울연탄은행의 도움을 받아서 독거노인이 살고 있는 세 곳에 물건을 직접 전달하고 남은 물건들은 그곳에 기탁을 했다.[2][3]